# Парламентські вибори в Болгарії 2023
2 квітня 2023 року в Болгарії відбулися парламентські вибори для обрання депутатів в Народні збори Болгарії. Спочатку їх планувалося провести до листопада 2026 року, однак, оскільки жоден уряд не був затверджений після виборів 2022 року, президент Болгарії Румен Радев у січні 2023 року оголосив про призначення дострокових виборів.

## Передумови
Народні збори Болгарії залишалися роздробленими після виборів 2022 року, третіх позачергових виборів з 2021 року, і жодна партія не змогла сформувати правлячу коаліцію. Партія ГЄРБ перемогла на минулих виборах, але не змогла в коаліції з Рухом за права і свободи (РПС), скласти більшість (121 місць) у парламенті, займаючи лише 103 місця у парламенті. «Болгарський підйом» (БП) і «Відродження», які разом отримали 39 місць, вважаються євроскептиками та симпатизують Росії, так само як і Болгарська соціалістична партія (БСП) з 25 місцями. Хоча загалом проєвропейські партії та альянси, які залишилися, виступали проти минулого уряду Бойко Борисова та відмовилися від будь-якої можливості коаліції з ГЄРБ через розбіжності щодо корупції.
18 жовтня, Борисов заявив, Борисов оголосив, що його спроби сформувати коаліційний уряд перед першим засіданням нового парламенту були невдалими. Наступного дня, Народні збори не змогли обрати спікера під час свого першого засідання, що сталося вперше в історії болгарської демократії. Після кількох невдалих спроб 21 жовтня Збори обравли свого найстаршого депутата парламенту Вежді Рашидова (ГЄРБ) спікером після того, як його як консенсусного кандидата, висунула Корнелія Нінова, лідерка БСП. Тупик у формуванні нового уряду тривав протягом жовтня та листопада 2022 року, і перед наданням першого чи другого мандату президент Румен Радев заявив, що відкладе передачу третього мандата на формування уряду до Нового року, щоб відкласти вибори до березня 2023 року та уникнути найважчого зимового періоду.
2 грудня Радев заявив, що наступного понеділка вручить урядовий мандат партії-переможцю виборів, тобто ГЄРБ. 5 грудня Радев надав перший мандат для формування уряду кандидату від ГЄРБ Ніколаю Габровському. Наступного тижня, 12 грудня, Габровський запропонував новий уряд. Через два дні, 14 грудня, парламент відхилив його кандидатуру 125 голосами проти, хоч депутати від РПС та БП проголосували за уряд Габровського. 3 січня Радев налав другий мандат кандидату від ПЗ Ніколаю Денкову, але Народні збори також відхилили його кандидатуру (63 голоси за, 84 - проти, 30 - утрималися, 63 - відсутні). Радев віддав третій мандат Ніновій, але вона теж не змогла сформувати уряд у парламенті, що зайшов у глухий кут. Оскільки жоден із трьох мандатів не сформував уряд, було призначено нові вибори.

## Виборча система
240 членів Народних зборів обираються за відкритим списком, пропорційним представництвом у 31 багатомандатних округах розміром від 4 до 19 місць. Прохідний поріг для партій становить 4%, місця розподіляються за методом найбільшого залишку за квотою Гейра.

## Партії та коаліції
| №  | Партії та коалиції | Партії та коалиції                              | Партії та коалиції                               | Партії та коалиції                              | Лідер(и)                              | Результат на виборах 2022 року        | Результат на виборах 2022 року       |
| №  | Партії та коалиції | Партії та коалиції                              | Партії та коалиції                               | Партії та коалиції                              | Лідер(и)                              | Голоси (%)                            | Мандати                              |
| -- | ------------------ | ----------------------------------------------- | ------------------------------------------------ | ----------------------------------------------- | ------------------------------------- | ------------------------------------- | ------------------------------------ |
| 1  |                    | БСП для Болгарії                                |                                                  | Болгарська соціалістична партія                 | Корнелія Нінова                       | 9,30%                                 | 25 / 240                             |
| 1  |                    | БСП для Болгарії                                | Екогласність                                     | Еміл Георгієв                                   |                                       | 9,30%                                 | 25 / 240                             |
| 1  |                    | БСП для Болгарії                                | Тракія                                           | Стефан Начев                                    |                                       | 9,30%                                 | 25 / 240                             |
| 2  |                    | ГЄРБ—СДС                                        |                                                  | Громадяни за європейський розвиток Болгарії     | Бойко Борисов                         | 25,33%                                | 67 / 240                             |
| 2  |                    | ГЄРБ—СДС                                        | Союз демократичних сил                           | Румен Христов                                   |                                       | 25,33%                                | 67 / 240                             |
| 3  |                    | Відродження                                     | Відродження                                      | Відродження                                     | Костадін Костадінов                   | 10,18%                                | 27 / 240                             |
| 4  |                    | Є такий народ                                   | Є такий народ                                    | Є такий народ                                   | Славі Тріфонов                        | 3,83%                                 | 0 / 240                              |
| 5  |                    | Народна партія "Правда і тільки правда"         | Народна партія "Правда і тільки правда"          | Народна партія "Правда і тільки правда"         | Венцислав Ангелов                     | 0,10%                                 | 0 / 240                              |
| 6  |                    | Нейтральна Болгарія                             |                                                  | Русофіли за відродження Батьківщини             | Ніколай Малінов                       | 0,25%                                 | 0 / 240                              |
| 6  |                    | Нейтральна Болгарія                             | Атака                                            | Волен Сидеров                                   | 0,29%                                 | 0 / 240                               |                                      |
| 6  |                    | Нейтральна Болгарія                             | Болгарська комуністична партія (Владімір Спасов) | Зонка Спасова                                   | не брали участі в попередніх виборах  | не брали участі в попередніх виборах  |                                      |
| 6  |                    | Нейтральна Болгарія                             | Партія болгарських комуністів                    | Колективне керівництво                          | не брали участі в попередніх виборах  | не брали участі в попередніх виборах  |                                      |
| 7  |                    | Болгарське національне об'єднання               | Болгарське національне об'єднання                | Болгарське національне об'єднання               | Георгі Георгієв-Готі                  | 0,06%                                 | 0 / 240                              |
| 8  |                    | Разом                                           |                                                  | Партія зелених                                  | Владімір Ніколов                      | (були частиною Болгарського підйому)  | (були частиною Болгарського підйому) |
| 8  |                    | Разом                                           | Соціал-демократична партія                       | Тодор Барболов                                  | не брали участі в попередніх виборах  | не брали участі в попередніх виборах  |                                      |
| 8  |                    | Разом                                           | СБОР (Справедлива Болгарія Об'єднані Патріоти)   | Іва Мітева Дімитар Ілієв                        | нова партія                           | нова партія                           |                                      |
| 8  |                    | Разом                                           | Рух безпартійних кандидатів                      | Мінчо Христов                                   | 0,40%                                 | 0 / 240                               |                                      |
| 9  |                    | Болгарський національний союз «Нова демократія» | Болгарський національний союз «Нова демократія»  | Болгарський національний союз «Нова демократія» | Боян Расате                           | 0,07%                                 | 0 / 240                              |
| 10 |                    | Національний рух за стабільність і піднесення   | Національний рух за стабільність і піднесення    | Національний рух за стабільність і піднесення   | Станімір Ільчев                       | не брали участі в попередніх виборах  | не брали участі в попередніх виборах |
| 11 |                    | Консервативне об'єднання правиці                | Консервативне об'єднання правиці                 | Консервативне об'єднання правиці                | Петар Москов                          | 0,19%                                 | 0 / 240                              |
| 12 |                    | ПЗ—ДБ                                           |                                                  | Продовжуємо зміни                               | Кирил Петков Асен Василєв             | 20,20%                                | 53 / 240                             |
| 12 |                    | ПЗ—ДБ                                           | Середній європейський клас                       | Константін Бачийський                           |                                       | 20,20%                                | 53 / 240                             |
| 12 |                    | ПЗ—ДБ                                           | Вольт                                            | Настимір Ананєв                                 |                                       | 20,20%                                | 53 / 240                             |
| 12 |                    | ПЗ—ДБ                                           | Демократи за сильну Болгарію                     | Атанас Атанасов                                 | 7,45% (ДБ)                            | 20 / 240                              |                                      |
| 12 |                    | ПЗ—ДБ                                           | Так, Болгарія!                                   | Христо Іванов                                   | 7,45% (ДБ)                            | 20 / 240                              |                                      |
| 12 |                    | ПЗ—ДБ                                           | Зелений рух                                      | Владіслав Панєв Доброміра Костова               | 7,45% (ДБ)                            | 20 / 240                              |                                      |
| 13 |                    | Рух за права і свободи                          | Рух за права і свободи                           | Рух за права і свободи                          | Мустафа Карадаї                       | 13,75%                                | 36 / 240                             |
| 14 |                    | Лівиця!                                         |                                                  | Вставай, Болгарія                               | Мая Манолова                          | 1,01%                                 | 0 / 240                              |
| 14 |                    | Лівиця!                                         | Альтернатива болгарському відродженню            | Румен Петков                                    | (були частиною Болгарського підйому)  | (були частиною Болгарського підйому)  |                                      |
| 14 |                    | Лівиця!                                         | колишня фракція БСП                              | Валері Жаблянов                                 | (були частиною БСП для Болгарії)      | (були частиною БСП для Болгарії)      |                                      |
| 14 |                    | Лівиця!                                         | Рух 21                                           | Татяна Дончева                                  | не брали участі в попередніх виборах  | не брали участі в попередніх виборах  |                                      |
| 14 |                    | Лівиця!                                         | Землеробський союз «Олександр Стамболійський»    | Спас Панчєв                                     | не брали участі в попередніх виборах  | не брали участі в попередніх виборах  |                                      |
| 14 |                    | Лівиця!                                         | Болгарська прогресивна лінія                     | Красимир Янков                                  | не брали участі в попередніх виборах  | не брали участі в попередніх виборах  |                                      |
| 14 |                    | Лівиця!                                         | Нормальна держава                                | Георгі Кадієв                                   | не брали участі в попередніх виборах  | не брали участі в попередніх виборах  |                                      |
| 15 |                    | Болгарський підйом                              | Болгарський підйом                               | Болгарський підйом                              | Стефан Янев                           | 4,63%                                 | 12 / 240                             |
| 16 |                    | МИР (Моральність, Ініціативність, Патріотизм)   | МИР (Моральність, Ініціативність, Патріотизм)    | МИР (Моральність, Ініціативність, Патріотизм)   | Симеон Славчев                        | 0,17%                                 | 0 / 240                              |
| 17 |                    | Болгарська соціал-демократія — Євролівиця       | Болгарська соціал-демократія — Євролівиця        | Болгарська соціал-демократія — Євролівиця       | Александар Томов                      | 0,21%                                 | 0 / 240                              |
| 18 |                    | Болгарський союз за пряму демократію            | Болгарський союз за пряму демократію             | Болгарський союз за пряму демократію            | Георгі Недєлчев                       | 0,23%                                 | 0 / 240                              |
| 19 |                    | Народний голос                                  | Народний голос                                   | Народний голос                                  | Свєтослав Вітков                      | 0,24%                                 | 0 / 240                              |
| 20 |                    | Соціалістична партія «Болгарський шлях»         | Соціалістична партія «Болгарський шлях»          | Соціалістична партія «Болгарський шлях»         | Ангел Дімов                           | не брали участі в попередніх виборах  | не брали участі в попередніх виборах |
| 21 |                    | Поза ЄС та НАТО                                 |                                                  | Болгарія праці і розуму                         | Георгі Манолов                        | 0,10%                                 | 0 / 240                              |
| 21 |                    | Поза ЄС та НАТО                                 | Компетентність, відповідальність і правда        | Свєтозар Саєв                                   | (були частиною Справедливої Болгарії) | (були частиною Справедливої Болгарії) |                                      |
| 21 |                    | Поза ЄС та НАТО                                 | Нація                                            | Кирил Гумнєров                                  | не брали участі в попередніх виборах  | не брали участі в попередніх виборах  |                                      |

## Результати
| Партія                              | Партія                                          | Голосів   | %      | Місць | +/–  |
| ----------------------------------- | ----------------------------------------------- | --------- | ------ | ----- | ---- |
|                                     | ГЄРБ—СДС                                        | 669,924   | 26.49  | 69    | +2   |
|                                     | ПЗ—ДБ                                           | 621,069   | 24.56  | 64    | –9   |
|                                     | Відродження                                     | 358,174   | 14.16  | 37    | +10  |
|                                     | Рух за права і свободи                          | 347,700   | 13.75  | 36    | 0    |
|                                     | БСП для Болгарії                                | 225,914   | 8.93   | 23    | –2   |
|                                     | Є такий народ                                   | 103,971   | 4.11   | 11    | +11  |
|                                     | Болгарський підйом                              | 77,420    | 3.06   | 0     | –12  |
|                                     | Лівиця!                                         | 56,481    | 2.23   | 0     | Нова |
|                                     | Нейтральна Болгарія                             | 10,505    | 0.42   | 0     | Нова |
|                                     | Разом                                           | 8,755     | 0.35   | 0     | Нова |
|                                     | Народна партія "Правда і тільки правда"         | 7,776     | 0.31   | 0     | 0    |
|                                     | Консервативне об'єднання правиці                | 7,739     | 0.31   | 0     | 0    |
|                                     | Національний рух за стабільність і піднесення   | 6,764     | 0.27   | 0     | Нова |
|                                     | Поза ЄС та НАТО                                 | 6,598     | 0.26   | 0     | Нова |
|                                     | Народний голос                                  | 5,560     | 0.22   | 0     | 0    |
|                                     | МИР (Моральність, Ініціативність, Патріотизм)   | 3,894     | 0.15   | 0     | 0    |
|                                     | Болгарська соціал-демократія — Євролівиця       | 2,633     | 0.10   | 0     | 0    |
|                                     | Болгарський союз за пряму демократію            | 2,517     | 0.10   | 0     | 0    |
|                                     | Болгарське національне об'єднання               | 2,328     | 0.09   | 0     | 0    |
|                                     | Болгарський національний союз «Нова демократія» | 1,753     | 0.07   | 0     | 0    |
|                                     | Соціалістична партія «Болгарський шлях»         | 730       | 0.03   | 0     | Нова |
|                                     | Безпартійні                                     | 924       | 0.04   | 0     | 0    |
| Загалом                             | Загалом                                         | 2,529,129 | 100.00 | 240   | 0    |
| Проти всіх                          | Проти всіх                                      | 109,095   |        |       |      |
| Всього дійсних голосів              | Всього дійсних голосів                          | 2,638,224 | 98.28  |       |      |
| Недійсні голоси                     | Недійсні голоси                                 | 45,382    | 1.72   |       |      |
| Всього голосів                      | Всього голосів                                  | 2,683,606 | 100.00 |       |      |
| Зареєстровано виборців/явка         | Зареєстровано виборців/явка                     | 6,594,593 | 40.69  |       |      |
| Джерело: Центральна виборча комісія |                                                 |           |        |       |      |